# Hornstrandir
Hornstrandir – półwysep w północno-zachodniej Islandii, w regionie Westfjords, na północ od Jökulfirðir i na północny zachód od lodowca Drangajökull.
Obecnie bez stałych mieszkańców – ostatni mieszkaniec opuścił region w 1952 roku. Dawne farmy służą jako letnie domy sezonowe latem. Brak dróg. Na półwyspie znajduje się rezerwat przyrody o powierzchni ok. 580 km².